# Brigitta Poór
Brigitta Poór née le 18 février 1989, est une triathlète et coureuse vététiste hongroise.

## Palmarès en triathlon
Le tableau présente les résultats les plus significatifs (podium) obtenus sur le circuit international de triathlon depuis 2015.
| Année                       | Compétition                             | Pays          | Position           | Temps           |
| --------------------------- | --------------------------------------- | ------------- | ------------------ | --------------- |
| 2018                        | Xterra France                           | France        | Médaille d'or      | 3 h 27 min 1 s  |
| Xterra Malte                | Malte                                   | Médaille d'or | 2 h 42 min 29 s    |                 |
| Xterra Championnat d'Europe | Allemagne                               | Médaille d'or | 2 h 57 min 11 s    |                 |
| Xterra Chypre               | Chypre                                  | Médaille d'or | Timing             |                 |
| Xterra Allemagne            | Allemagne                               | Médaille d'or | Timing             |                 |
| Xterra Portugal             | Portugal                                | Médaille d'or | Timing             |                 |
| Xterra Roumanie             | Roumanie                                | Médaille d'or | Timing             |                 |
| Xterra Suisse               | Suisse                                  | Médaille d'or | Timing             |                 |
| 2017                        | Championnat d'Europe de triathlon cross | Roumanie      | Médaille d'or      | 1 h 59 min 49 s |
| Xterra Allemagne            | Allemagne                               | Médaille d'or | 3 h 0 min 56 s     |                 |
| Xterra Malte                | Malte                                   | Médaille d'or | 2 h 25 min 15 s    |                 |
| Xterra Pologne              | Pologne                                 | Médaille d'or | Timing             |                 |
| Xterra Portugal             | Portugal                                | Médaille d'or | Timing             |                 |
| Xterra Championnat d'Europe | Danemark                                | Médaille d'or | 3 h 1 min 31 s     |                 |
| Xterra Chypre               | Chypre                                  | Médaille d'or | Timing             |                 |
| Xterra Danemark             | Danemark                                | Médaille d'or | Timing             |                 |
| 2016                        | Xterra Malte                            | Malte         | Médaille d'or      | 2 h 40 min 15 s |
| Xterra Danemark             | Danemark                                | Médaille d'or | Timing             |                 |
| 2015                        | Championnat du monde de cross triathlon | Italie        | Médaille de bronze | 2 h 38 min 10 s |
| Xterra Malte                | Malte                                   | Médaille d'or | Timing             |                 |

### Palmarès en VTT
- 2014
  - 3e du championnat de Hongrie du cross-country
- 2015
  -  Championne de Hongrie du cross-country marathon